# Marrocos nos Jogos Olímpicos de Verão de 1996
O Marrocos participou dos Jogos Olímpicos de Verão de 1996 em Atlanta, Estados Unidos. A delegação foi composta por 34 desportistas que competiram em sete esportes.

## Medalhas
| Atleta         | Esporte   | Evento            | Medalha |
| -------------- | --------- | ----------------- | ------- |
| Khalid Boulami | Atletismo | 5000 m masculino  | Bronze  |
| Saleh Hissou   | Atletismo | 10000 m masculino | Bronze  |

## Desempenho

### Atletismo
Masculino
| Atleta                  | Evento                | Eliminatórias | Eliminatórias | Semifinais  | Semifinais  | Final       | Final             |
| Atleta                  | Evento                | Res.          | Pos.          | Res.        | Pos.        | Res.        | Pos.              |
| ----------------------- | --------------------- | ------------- | ------------- | ----------- | ----------- | ----------- | ----------------- |
| Lahlou Ben Younès       | 800 m                 | 1:45.85       | 1º/bat. 7     | 1:43.99     | 1º/bat. 2   | 1:45.52     | 8º                |
| Driss Maazouzi          | 1500 m                | 3:37.08       | 4º/bat. 3     | 3:34.35     | 6º/bat. 1   | 3:39.65     | 10º               |
| Hicham El Guerrouj      | 1500 m                | 3:37.66       | 1º/bat. 4     | 3:35.29     | 1º/bat. 2   | 3:40.75     | 12º               |
| Rachid El Basir         | 1500 m                | 3:42.85       | 5º/bat. 2     | Não avançou | Não avançou | Não avançou | Não avançou       |
| Khalid Boulami          | 5000 m                | 13:54.72      | 5º/bat. 3     | 13:29.72    | 6º/bat. 1   | 13:08.37    | Medalha de bronze |
| Brahim Lahlafi          | 5000 m                | 13:51.25      | 2º/bat. 2     | 13:27.73    | 3º/bat. 1   | 13:13.26    | 8º                |
| Smail Sghyr             | 5000 m                | 14:02.71      | 1º/bat. 1     | 14:04.23    | 5º/bat. 2   | 13:22.89    | 11º               |
| Saleh Hissou            | 10000 m               | 27:53.32      | 5º/bat. 1     |             |             | 27:24.67    | Medalha de bronze |
| Khalid Skah             | 10000 m               | 28:23.21      | 6º/bat. 2     |             |             | 27:46.98    | 7º                |
| Larbi Zéroual           | 10000 m               | DNF           | DNF           |             |             | Não avançou | Não avançou       |
| Abdelkader El Mouaziz   | Maratona              |               |               |             |             | 2:20:39     | 44º               |
| Abderrahim Ben Redouane | Maratona              |               |               |             |             | 2:30:49     | 84º               |
| Ali Ettounsi            | Maratona              |               |               |             |             | 2:36:01     | 98º               |
| Brahim Boulami          | 3000 m com obstáculos | 8:30.97       | 3º/bat. 3     | 8:20.43     | 5º/bat. 2   | 8:23.13     | 7º                |
| Hicham Bouaouiche       | 3000 m com obstáculos | 8:31.97       | 5º/bat. 1     | 8:27.76     | 4º/bat. 1   | 8:46.22     | 11º               |
| Abdelaziz Sahère        | 3000 m com obstáculos | 8:26.79       | 1º/bat. 2     | 8:33.90     | 8º/bat. 1   | Não avançou | Não avançou       |

Feminino
| Atleta       | Evento | Eliminatórias | Eliminatórias | Semifinais  | Semifinais  | Final       | Final       |
| Atleta       | Evento | Res.          | Pos.          | Res.        | Pos.        | Res.        | Pos.        |
| ------------ | ------ | ------------- | ------------- | ----------- | ----------- | ----------- | ----------- |
| Zohra Ouaziz | 5000 m | 15:55.03      | 9º/bat. 3     | Não avançou | Não avançou | Não avançou | Não avançou |

### Boxe
| Atleta          | Peso          | Fase de 32              | Oitavas de final       | Quartas de final       | Semifinais             | Final                  | Final |
| Atleta          | Peso          | Adversário e resultado  | Adversário e resultado | Adversário e resultado | Adversário e resultado | Adversário e resultado | Pos.  |
| --------------- | ------------- | ----------------------- | ---------------------- | ---------------------- | ---------------------- | ---------------------- | ----- |
| Hamid Berhili   | Mosca-ligeiro | GHA A. Tetteh V 10–5    | CHN Yang X. V 14–9     | PHI M. Velasco D 10–20 | Não avançou            | Não avançou            | =5º   |
| Mohamed Zbir    | Mosca         | ZAM B. Mukuka D 4–11    | Não avançou            | Não avançou            | Não avançou            | Não avançou            | =17º  |
| Hicham Nafil    | Galo          | COL M. Vernal V 16–3    | DOM J. Nolasco V 18–6  | THA K. Vichai D 4–13   | Não avançou            | Não avançou            | =5º   |
| Mohamed Achik   | Pena          | AUS R. Peden D 7–15     | Não avançou            | Não avançou            | Não avançou            | Não avançou            | =17º  |
| Kabil Lahsen    | Meio-médio    | ECU L. Hernández V 18–9 | PUR D. Santos D 4–16   | Não avançou            | Não avançou            | Não avançou            | =9º   |
| Mohamed Mesbahi | Médio         | POL T. Borowski D 6–9   | Não avançou            | Não avançou            | Não avançou            | Não avançou            | =17º  |

### Ginástica artística
Feminino
| Atleta           | Evento           | Aparelho | Aparelho | Aparelho | Aparelho | Qualificação | Qualificação | Final       | Final       |
| Atleta           | Evento           | FX       | VT       | UB       | BB       | Total        | Pos.         | Total       | Pos.        |
| ---------------- | ---------------- | -------- | -------- | -------- | -------- | ------------ | ------------ | ----------- | ----------- |
| Naima El Rhouati | Individual geral | 17,387   | 18,337   | 17,449   | 14,681   | 67,854       | 74º          | Não avançou | Não avançou |

### Halterofilismo
Masculino
| Atleta              | Categoria | Arranque | Arranque | Arremesso | Arremesso | Total | Total |
| Atleta              | Categoria | Kg       | Pos.     | Kg        | Pos.      | Kg    | Pos.  |
| ------------------- | --------- | -------- | -------- | --------- | --------- | ----- | ----- |
| Moustafa Buihamghet | Até 59 kg | 120,0    | 16º      | 90,0      | 18º       | 210,0 | 16º   |

### Judô
Masculino
| Atleta                      | Categoria | Pos. |
| --------------------------- | --------- | ---- |
| Abdel Ouahed Idrissi Chorfi | -60 kg    | =17º |
| Adil Bel Gaid               | -78 kg    | =21º |
| Adil Kaaba                  | -86 kg    | =21º |

### Lutas
Masculino
| Atleta             | Categoria                   | Fase de 32              | Oitavas de final                  | Quartas de final       | Semifinais             | Final                  | Final |
| Atleta             | Categoria                   | Adversário e resultado  | Adversário e resultado            | Adversário e resultado | Adversário e resultado | Adversário e resultado | Pos.  |
| ------------------ | --------------------------- | ----------------------- | --------------------------------- | ---------------------- | ---------------------- | ---------------------- | ----- |
| Anwar Kandafil     | Greco-romana até 68 kg      | BUL B. Georgiev D SUP   | Repescagem: CAN C. Daynes D 4–5   | Não avançou            | Não avançou            | Não avançou            | 19º   |
| Aziz Khalfi        | Greco-romana até 74 kg      | CZE J. Zeman D 0–7      | Repescagem: POL J. Tracz D 2–9    | Não avançou            | Não avançou            | Não avançou            | 15º   |
| Abdelaziz Essafoui | Greco-romana até 90 kg      | POL J. Fafiński D F     | Repescagem: EGY MR. Hussain D 0–4 | Não avançou            | Não avançou            | Não avançou            | =22º  |
| Mohamed Basri      | Greco-romana até 100 kg     | CRO S. Damjanović D 0–6 | Repescagem: JPN T. Nonomura D SUP | Não avançou            | Não avançou            | Não avançou            | =17º  |
| Rashid Belaziz     | Greco-romana mais de 100 kg | SWE T. Johansson D 0–8  | Repescagem: TUN O. Ayari D 2–4    | Não avançou            | Não avançou            | Não avançou            | 17º   |

### Tênis
Masculino
| Atleta       | Evento  | Primeira fase          | Segunda fase           | Oitavas de final       | Quartas de final       | Semifinais             | Final                  | Final |
| Atleta       | Evento  | Adversário e resultado | Adversário e resultado | Adversário e resultado | Adversário e resultado | Adversário e resultado | Adversário e resultado | Pos.  |
| ------------ | ------- | ---------------------- | ---------------------- | ---------------------- | ---------------------- | ---------------------- | ---------------------- | ----- |
| Hicham Arazi | Simples | SUI M. Rosset D 0–2    | Não avançou            | Não avançou            | Não avançou            | Não avançou            | Não avançou            | =33º  |

Legenda
| Recorde mundial      | Recorde mundial (World record)               |                       | Recorde africano                      | Recorde africano (African) |                                           | Q | Classificado por posição (Qualified) |
| Recorde olímpico     | Recorde olímpico (Olympic record)            | Recorde da América    | Recorde da América (Americas)         | q                          | Classificado por melhor tempo (Qualified) |   |                                      |
| Melhor marca do ano  | Melhor marca do ano (World leading)          | Recorde asiático      | Recorde asiático (Asian)              | DNS                        | Não largou (Did not start)                |   |                                      |
| Recorde nacional     | Recorde nacional (National record)           | Recorde europeu       | Recorde europeu (European)            | DNF                        | Não terminou (Did not finish)             |   |                                      |
| Recorde pessoal      | Recorde pessoal do atleta (Personal best)    | Recorde da Oceania    | Recorde da Oceania (Oceania)          | DSQ / DQ                   | Desclassificado (Disqualified)            |   |                                      |
| Recorde da temporada | Recorde da temporada do atleta (Season best) | Recorde sul-americano | Recorde sul-americano (South America) | NM                         | Sem marca (No mark)                       |   |                                      |